# Troisième circonscription de la préfecture de Nagasaki
La troisième circonscription de la préfecture de Nagasaki (長崎県第3区, Nagasaki-ken dai-san-ku) est l'une des trois circonscriptions législatives que compte la préfecture de Nagasaki au Japon.

## Description géographique
Entre 1994 et 2013, la troisième circonscription de la préfecture de Nagasaki regroupait les villes d'Ōmura et Fukue et les districts de Higashisonogi, Minamimatsuura, Iki (ja), Shimoagata (ja) et Kamiagata (ja).
Entre 2013 et 2017, elle couvrait une partie de la ville de Sasebo, les villes d'Ōmura, Tsushima, Iki et Gotō et les districts de Higashisonogi et Minamimatsuura.
Entre 2017 et 2022, elle comprenait les mêmes unités administratives ainsi que le bourg d'Ojika (district de Kitamatsuura).
Depuis 2022, elle regroupe les villes de Sasebo, Hirado, Matsuura, Gotō et Saikai et les districts de Higashisonogi, Kitamatsuura et Minamimatsuura.

## Députés
| Législature | Début de mandat | Fin de mandat | Député élu            | Parti politique | Parti politique |
| ----------- | --------------- | ------------- | --------------------- | --------------- | --------------- |
| 41e         | 1996            | 2000          | Kazuo Torashima (ja)  |                 | PLD             |
| 42e         | 2000            | 2003          | Kazuo Torashima (ja)  |                 | PLD             |
| 43e         | 2003            | 2005          | Yaichi Tanigawa (ja)  |                 | PLD             |
| 44e         | 2005            | 2009          | Yaichi Tanigawa (ja)  |                 | PLD             |
| 45e         | 2009            | 2012          | Masahiko Yamada       |                 | PDJ             |
| 46e         | 2012            | 2014          | Yaichi Tanigawa       |                 | PLD             |
| 47e         | 2014            | 2017          | Yaichi Tanigawa       |                 | PLD             |
| 48e         | 2017            | 2021          | Yaichi Tanigawa       |                 | PLD             |
| 49e         | 2021            | 2024          | Yaichi Tanigawa       |                 | PLD             |
| 49e         | 2024            | 2024          | Katsuhiko Yamada (ja) |                 | PDC             |
| 50e         | 2024            | -             | Yōzō Kaneko (ja)      |                 | PLD             |